# Kent Berglind
Kent Einar Berglind, född 30 september 1960 i Köping, är en svensk dansare och dragshowartist, tidigare medlem i dragshow-gruppen After Dark.
Berglind startade dragshow-gruppen Special Ladies, varpå Christer Lindarw värvade honom till After Dark 1981, där han i början var mest känd som en av tvillingarna tillsammans med enäggstvillingen Conny Berglind.. Han har också arbetat med dragshow-gruppen Surprise Sisters och Die Stuttgart Gruppe,och har uppträtt i bland annat Grekland, Italien, Japan, USA, Monaco och Tyskland..

## Medverkan i shower
- 1981 - After Dark på nya äventyr
- 1982 - En kille med rouge - en tjej med mustasch
- 1988 - Det finns en röst som vill höjas i varje person
- 1996 - 20-årskalaset
- 2001 - 25+
- 2004 - La Dolce Vita
- 2009 - Kom ut

## Pressklipp
- 1982 - Tvillingarna i skuggan: Nog hade After Dark fungerat bättre utan stjärnor (Steffo Törnquist)
- 1984 - Tvillingarna lämnar After Dark